# 佐藤秀三
佐藤秀三（さとう ひでぞう、1897年2月20日 -  1978年9月8日）は日本の建築家。旧住友家俣野別邸、日光プリンスホテルなどを手掛ける。
秋田県生まれ。1914年、山形県工業学校(現在の山形県立米沢工業高等学校)建築科卒業後、住友総本店営繕課に入社し、上司であった建築家・長谷部鋭吉（日建設計創業者）の薫陶を受ける。1929年、佐藤秀三建築工務所（現在の株式会社佐藤秀）を創業。16代住友吉左衞門をはじめ、住友系列企業・経営首脳の後援を足掛かりに、設計施工会社としての基盤を固めた。日本の木造住宅に西洋建築の作風を取り入れ、主に木造住宅、別荘、保養所などを設計施工した。また建築をトータルデザインするため、家具や建具、照明、装飾金物なども製作。晩年には木造大架構を特徴とする日光プリンスホテルや嬬恋高原ゴルフ場クラブハウス（現在の嬬恋プリンスホテル）なども手掛けた。国の重要文化財に指定された旧住友家俣野別邸（焼失）、BCS賞（1979年）を受賞した日光プリンスホテルなどが代表作として知られる。

## 主な作品
- 1927年(昭和2年)「（麻布桜田町）山田邸」設計。
- 1932年(昭和7年)「近藤邸」設計施工（独立起業後初の設計作品）。
- 1933年(昭和8年)「秦邸」設計施工。
- 1933年(昭和8年)「亘理邸」設計施工（現在の林邸、南荻窪の家。2013年、杉並区主催の第11回 杉並「まち」デザイン賞を受賞）。
- 1937年(昭和12年)「住友那須別邸（看雲荘）」設計施工。
- 1938年(昭和13年)「渋沢信雄邸」設計施工（1985年、志賀高原に移築・再建）。
- 1938年(昭和13年)「志賀アルペンローゼ」設計施工（2003年、山ノ内町の有形文化財に指定。2018年、解体）。
- 1939年(昭和14年)「旧住友家俣野別邸」設計施工（2004年、国の重要文化財に指定。2009年、焼失）。
- 1940年(昭和15年)「住友発哺山寮」設計施工。
- 1942年(昭和17年)「住友黒菱山寮」設計施工。
- 1942年(昭和17年)「勝田宝塚劇場」設計施工（1989年、解体）。
- 1951年(昭和26年)「大阪住友海上荻窪社宅」設計施工。
- 1953年(昭和28年)「斎藤茂吉墓所」設計施工。
- 1959年(昭和34年)「旧中村研一邸主屋」設計施工（2018年、国の登録有形文化財に登録）。
- 1960年(昭和35年)「旧中村研一邸茶室（花侵庵）」設計施工（2018年、国の登録有形文化財に登録）。
- 1961年(昭和36年)「幸龍寺本堂」設計施工。
- 1962年(昭和37年)「向井潤吉邸」設計施工（現在の「世田谷美術館分館 向井潤吉アトリエ館」）。
- 1962年(昭和37年)「鬼押出し園食堂」設計施工（現在の「鬼押出し園鬼めしセンター」）。
- 1970年(昭和45年)「三木武夫邸」設計施工。
- 1975年(昭和50年)「嬬恋高原ゴルフ場クラブハウス」設計施工（現在の「嬬恋プリンスホテル」）。
- 1976年(昭和51年)「日光プリンスホテル」設計施工（1979年、第20回BCS賞を受賞。2008年、営業終了）。
- 1977年(昭和52年)「十和田プリンスホテル」設計施工。
- 2016年(平成28年)「俣野別邸（再建）」原設計（秀三の設計図面等を元に再建。2017年、横浜市認定歴史的建造物に認定）。

## 主なコンペ歴
- 1948年(昭和23年)   広島カトリック教会主催「平和記念広島カトリック聖堂」建築競技設計で準佳作入選